# 라이게이트 밴스티드

라이게이트 밴스티드의 위치

라이게이트 밴스티드(영어: Reigate and Banstead)는 잉글랜드 서리주에 위치한 비도시 자치구로 중심 도시는 라이게이트이며 인구는 143,094명(2014년 기준), 면적은 129.1km2이다.